# Verenigde Arabische Republiek
De Verenigde Arabische Republiek (V.A.R.) was een unie tussen Egypte en Syrië, die tot één staat verenigd waren van februari 1958 tot 28 september 1961. Daarna hield Egypte deze naam aan tot in 1971.
Een groep politieke en militaire leiders in Syrië vreesde een mogelijke communistische overname in hun land, en probeerde hulp te zoeken bij president Gamal Abdel Nasser van Egypte.
De twee naties vormden een verenigde staat met Caïro als hoofdstad, onder het presidentschap van Nasser, die daartoe op 5 februari 1958 genomineerd werd. Egyptische militaire en technische adviseurs stroomden Syrië binnen, en de communistische dreiging kwam tot een einde. Het volk van Syrië begon zich er echter aan te ergeren vanuit het verre Caïro geregeerd te worden, en de leiders van Syrië, die in Caïro moesten gaan wonen, voelden zich afgesneden van hun machtsmiddelen. In Syrië bestond ook het gevoel dat er een zekere arrogantie was aan de kant van de Egyptenaren in Syrië, en dat velen Syrië feitelijk als een soort van kolonie van Egypte behandelden.
Men poogde ook Noord-Jemen in de unie op te nemen, maar dat lukte slechts in een lossere statenbond, de Verenigde Arabische Staten. De V.A.R. stortte in 1961 in elkaar, na een staatsgreep in Syrië op 28 september 1961. Syrië verklaarde zich opnieuw onafhankelijk, maar Egypte hield de naam Verenigde Arabische Republiek in stand tot na Nassers dood in 1971.
Pogingen om in het Syrische deel van de V.A.R. een eenpartijstelsel in te voeren naar het voorbeeld van Egypte, waar de Nationale Unie de enige partij was, stuitte op verzet van de Ba'ath-partij die tot dan toe het beleid van Nasser had gesteund.